# Ecstasy, Passion & Pain
Ecstasy, Passion & Pain è stato un gruppo musicale R&B.

## Storia del gruppo
Oltre alla creatrice Barbara Roy, era composto da Joseph Williams Jr. (basso), Carl Jordan, Tony Thompson, Alan Tiza (percussioni), Althea Smith (batteria), Raymond Jones, Ray Brown , Billy Gardner, Ronald Foster  (tastiera), Fred Wells, Jimmy Clark (chitarra), e Lorenzo (Tony) Wyche (trombetta). Il 26 ottobre 1974, giorno in cui venne inaugurata la classifica disco di Billboard, gli Ecstasy, Passion & Pain entrarono al secondo posto di tale graduatoria con Ask Me. La traccia è contenuta nell'album Ecstasy, Passion & Pain, pubblicato lo stesso anno dalla Roulette Records. Due anni dopo arrivarono alla quarta posizione della medesima classifica con Touch and Go. Il loro ultimo successo fu If You Want Me del 1981.

## Formazione
- Barbara Roy – voce, chitarra
- Joseph Williams Jr. – basso
- Carl Jordan – percussioni
- Tony Thompson –
- Alan Tiza – percussioni
- Althea Smith – batteria
- Raymond Jones –
- Ray Brown –
- Billy Gardner –
- Ronald Foster – tastiera
- Fred Wells –
- Jimmy Clark – chitarra
- Lorenzo (Tony) Wyche – trombetta

## Discografia

### Album in studio
- 1974 - Ecstasy, Passion & Pain (Roulette Records)

### Raccolte
- 1999 - Good Things: The Roulette Recordings 1973-1977 (Westside)

### Singoli
- 1974 - I Wouldn't Give You Up
- 1974 - Good Things Don't Last Forever
- 1974 - Ask Me
- 1975 - One Beautiful Day
- 1975 - There's So Much Love Around Me
- 1976 - Touch and Go
- 1977 - Passion
- 1977 - Dance the Night Away
- 1981 - If You Want Me